# Saint-Martin-l'Astier
Saint-Martin-l'Astier is een gemeente in het Franse departement Dordogne (regio Nouvelle-Aquitaine) en telt 138 inwoners (2004). De plaats maakt deel uit van het arrondissement Périgueux.
De kerk is gebouwd tussen de 9e en 12e eeuw en heeft een achthoekige toren en een romaans schip.

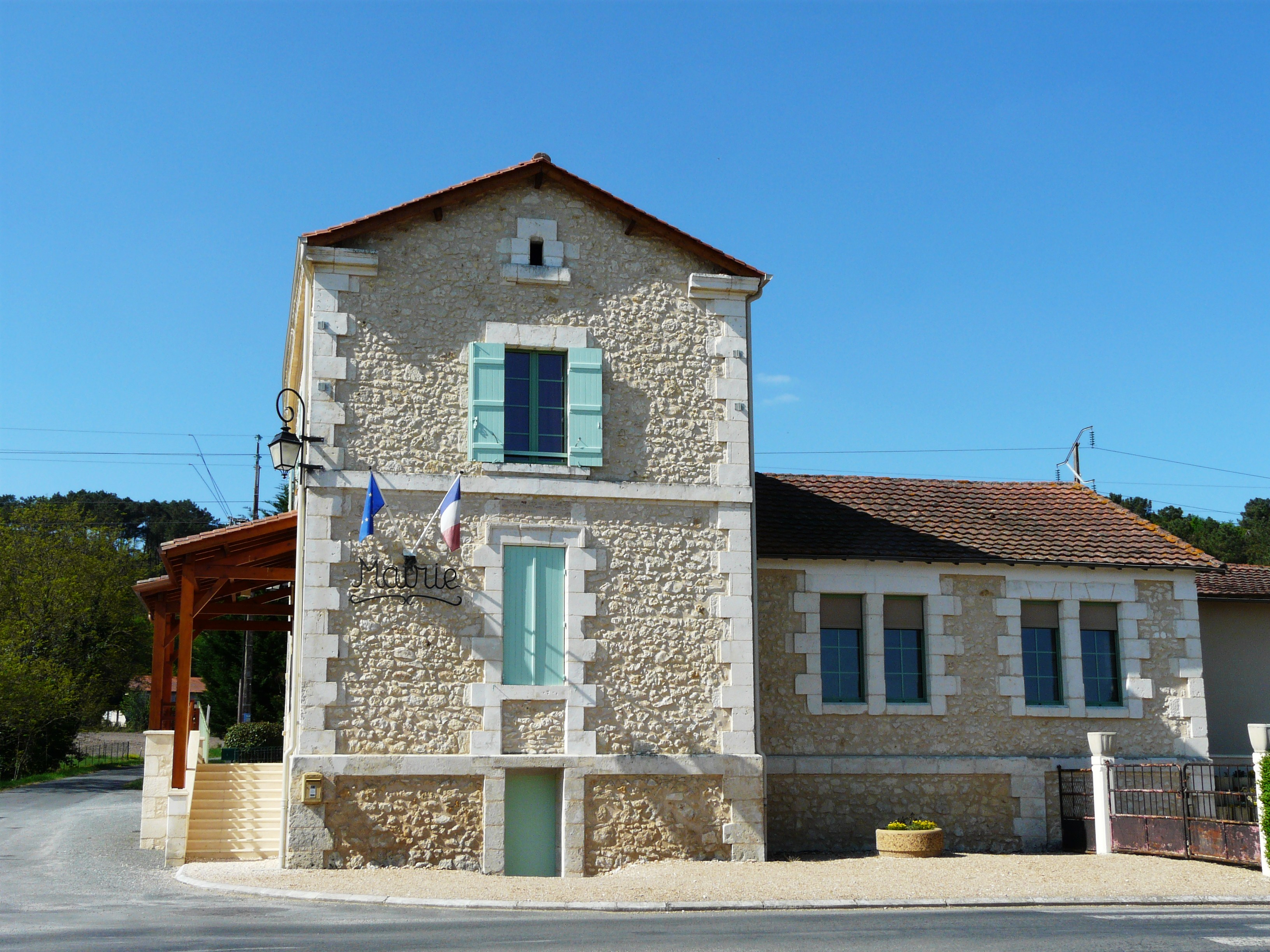
Gemeentehuis
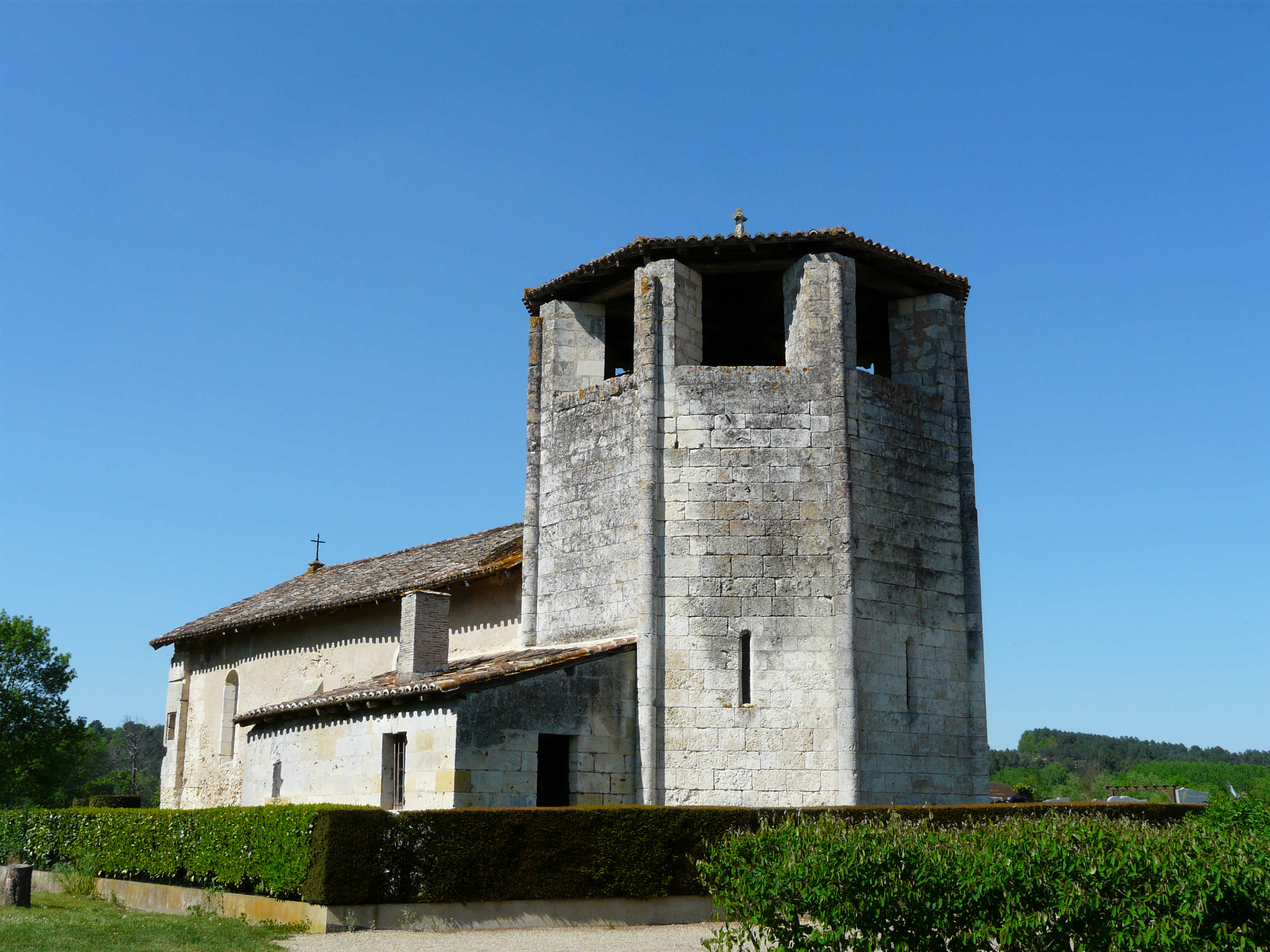
Kerk van Saint-Martin-l'Astier

## Geografie
De oppervlakte van Saint-Martin-l'Astier bedraagt 9,5 km², de bevolkingsdichtheid is 14,5 inwoners per km². Door de gemeente stroomt de Isle.
De onderstaande kaart toont de ligging van Saint-Martin-l'Astier met de belangrijkste infrastructuur en aangrenzende gemeenten.

## Demografie
Onderstaande figuur toont het verloop van het inwonertal (bron: INSEE-tellingen).